# Mèo Kinkalow
Mèo Kinkalow là một giống mèo được lai tạo giữa mèo Munchkin và mèo Curl Mỹ.

## Ngoại hình
Mèo Kinkalow thừa hưởng cặp chân ngắn từ mèo Munchkin. Dù cặp chân ngắn nhưng chúng nhanh nhạy không thua kém bất kỳ loài mèo chân dài nào. Đây là một trong những giống mèo nhỏ, trọng lượng chỉ khoảng một nửa so với các giống khác. Thậm chí vào tuổi trưởng thành, mèo Kikalow có thể dễ dàng bị nhầm lẫn là một con mèo con khi chúng có vóc dáng khá nhỏ nhắn như vậy. Chiếc đuôi của chúng thường dài hơn so với cơ thể.
Bên cạnh kế thừa đôi chân ngắn thì mèo Kinkalow cũng được thừa hưởng đôi tai xoắn đáng yêu của mèo Curl Mỹ. Điều thú vị là tai chúng bắt đầu ra thẳng giống như hầu hết các giống và từ từ phát triển những lọn "tóc" đặc trưng khoảng 2-3 tuần sau khi sinh ra.
Mèo Kikalow cao khoảng 18–20 cm và nặng 1,4-3,2 kg.

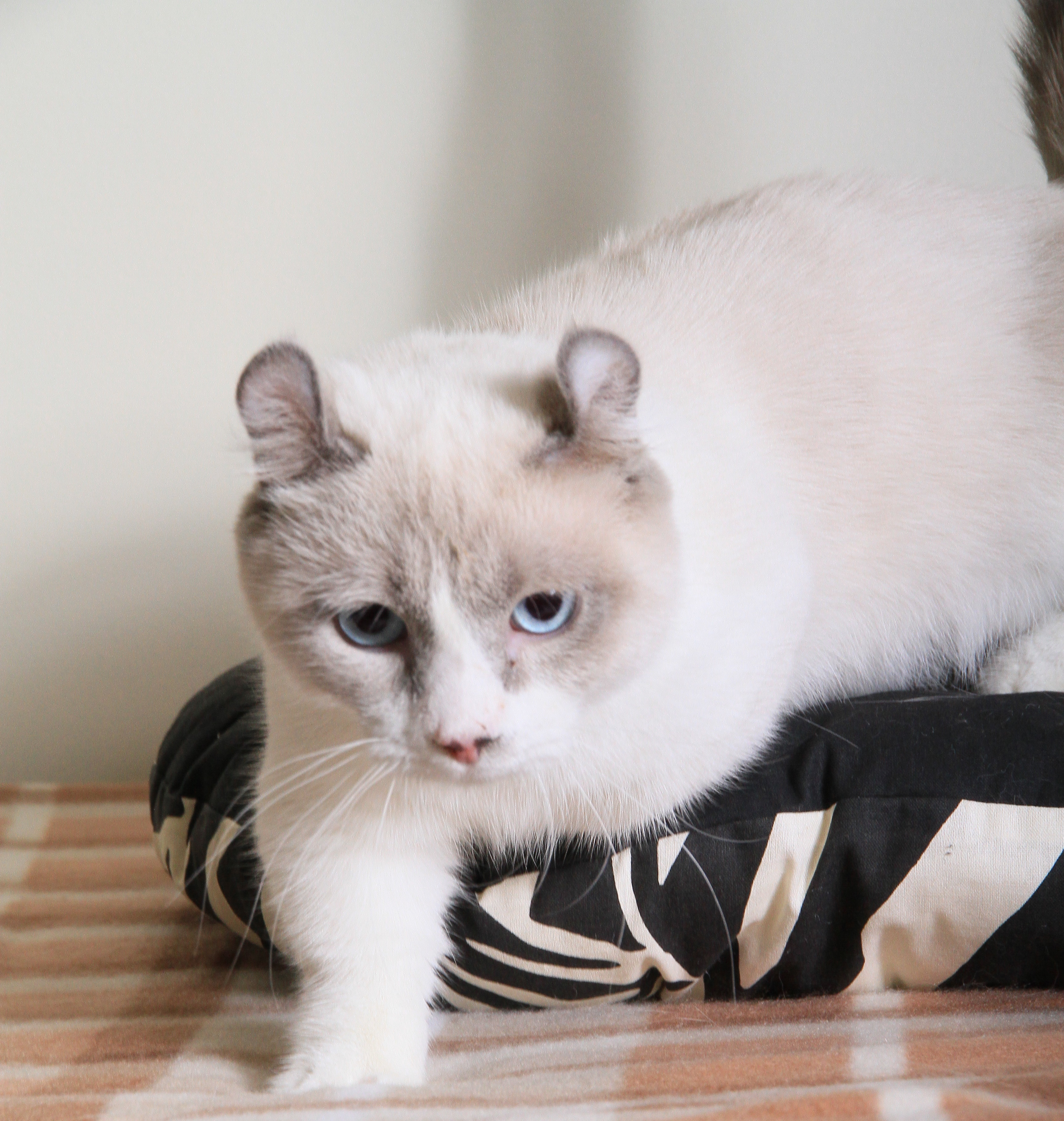
Mèo Kinkalow màu trắng

## Màu sắc
Mèo Kinkalow có thể có bất kỳ màu sắc và hoa văn nào. Nó có bộ lông màu trắng, màu sô cô la. Các màu sắc và hoa văn phổ biến khác bao gồm in hoa, tam thể, đốm, xám, cam, kem và đen.

## Tập tính
Mèo Kinkalow là một loài mèo vui vẻ và thân thiện. Thường nó sẽ quanh quẩn xung quanh nhà và đuổi theo bất cứ điều gì gây chú ý đến mình và có thể tham gia các hoạt động vui chơi cùng với chủ nhân. Bên cạnh tính chất vui tươi, mèo Kinkalow cũng là một con mèo có bản tính tò mò. Chúng thích được âu yếm và vuốt ve thường xuyên, thích thể hiện tình cảm với chủ nhân của chúng.

## Lịch sử
Vào giữa những năm 1990 một người phụ nữ ở Hoa Kỳ có tên Terri Harris đã cố tình lai tạo hai giống mèo mà cô yêu thích là Munchkin và một American Curl để tạo ra một giống mèo mới thừa hưởng những nét đặc trưng từ hai loài trên. Kết quả của chương trình nhân giống thử nghiệm này cho ra loài mèo Kinkalow kế thừa bàn chân ngắn của mèo Munchkin và vóc dáng hơi dài, cùng đôi tai cong đặc trưng của American Curl. Loài mèo này đã được Hiệp hội Quốc tế Cát (TICA) và Hiệp hội TDCA công nhận là một giống mèo độc lập.

## Sức khỏe
Mèo Kinkalow là mộ giống mèo khỏe mạnh và dễ nuôi. Chúng ít khi mắc các bệnh di truyền cũng như bị tổn thương bởi các vấn đề vè tim, thận như những loài mèo khác.

## Chăm sóc
Là một loài mèo khá hiếu động, tinh nghịch, ưa vận động, cần chuẩn bị một số loại đồ chơi phù hợp để đáp ứng nhu cầu vận động, chạy nhảy của chúng.